# Phân rã hạt
Phân rã hạt là quá trình tự phát của một hạt hạ nguyên tử không ổn định biến thành nhiều hạt khác. Các hạt được tạo ra trong quá trình này (trạng thái cuối cùng) phải nhỏ hơn bản gốc, mặc dù tổng khối lượng bất biến của hệ thống phải được bảo toàn. Một hạt không ổn định nếu có ít nhất một trạng thái cuối cùng cho phép mà nó có thể phân rã thành. Các hạt không ổn định thường có nhiều cách phân rã, mỗi hạt có xác suất liên quan riêng của nó. Các phân rã được trung gian bởi một hoặc một số lực cơ bản. Các hạt trong trạng thái cuối cùng có thể không ổn định và bị phân rã sâu hơn.
Thuật ngữ này thường khác biệt với phân rã phóng xạ, trong đó hạt nhân nguyên tử không ổn định được chuyển thành hạt nhân nhẹ hơn đi kèm với sự phát xạ của hạt hoặc bức xạ, mặc dù hai khái niệm tương tự nhau và thường được mô tả bằng cùng một thuật ngữ.

## Xác suất sống sót và tuổi thọ của hạt
Phân rã hạt là một quá trình Poisson, và do đó xác suất mà một hạt tồn tại trong thời gian t trước khi phân rã được đưa ra bởi một phân bố mũ có hằng số thời gian phụ thuộc vào vận tốc của hạt:
{\displaystyle P(t)=e^{-t/(\gamma \tau )}\,}
trong đó
{\displaystyle \tau } là tuổi thọ trung bình của hạt (khi nghỉ), và
{\displaystyle \gamma ={\frac {1}{\sqrt {1-v^{2}/c^{2}}}}} là yếu tố Lorentz của hạt.

### Bảng của một số vòng đời hạt cơ bản và hỗn hợp
Tất cả dữ liệu là từ Nhóm dữ liệu hạt.
| Loại   | Tên                    | Biểu tượng                                                    | Trọng lượng (MeV) | Tuổi thọ trung bình                                      |
| ------ | ---------------------- | ------------------------------------------------------------- | ----------------- | -------------------------------------------------------- |
| Lepton | Electron / Positron    | {\displaystyle \mathrm {e} ^{-}\,/\,\mathrm {e} ^{+}}         | 0000.511          | {\displaystyle >4.6\times 10^{26}\ \mathrm {years} \,}   |
| Lepton | Muon / Phản muon       | {\displaystyle \mathrm {\mu } ^{-}\,/\,\mathrm {\mu } ^{+}}   | 00105.700         | {\displaystyle 2.2\times 10^{-6}\ \mathrm {seconds} \,}  |
| Lepton | Tau / Phản tau         | {\displaystyle \mathrm {\tau } ^{-}\,/\,\mathrm {\tau } ^{+}} | 01777.000         | {\displaystyle 2.9\times 10^{-13}\ \mathrm {seconds} \,} |
| Meson  | Neutral Pion           | {\displaystyle \mathrm {\pi } ^{0}\,}                         | 00135.000         | {\displaystyle 8.4\times 10^{-17}\ \mathrm {seconds} \,} |
| Meson  | Charged Pion           | {\displaystyle \mathrm {\pi } ^{+}\,/\,\mathrm {\pi } ^{-}}   | 00139.600         | {\displaystyle 2.6\times 10^{-8}\ \mathrm {seconds} \,}  |
| Baryon | Proton / Phản proton   | {\displaystyle \mathrm {p} ^{+}\,/\,\mathrm {p} ^{-}}         | 00938.200         | {\displaystyle >10^{29}\ \mathrm {years} \,}             |
| Baryon | Neutron / Phản neutron | {\displaystyle \mathrm {n} \,/\,\mathrm {\bar {n}} }          | 00939.600         | {\displaystyle 885.7\ \mathrm {seconds} \,}              |
| Boson  | Boson W                | {\displaystyle \mathrm {W} ^{+}\,/\,\mathrm {W} ^{-}}         | 80400.000         | {\displaystyle 10^{-25}\ \mathrm {seconds} \,}           |
| Boson  | Boson Z                | {\displaystyle \mathrm {Z} ^{0}\,}                            | 91000.000         | {\displaystyle 10^{-25}\ \mathrm {seconds} \,}           |